# Dolce uragano
Dolce uragano è un album del cantautore italiano Gianni Bella, pubblicato dall'etichetta discografica CGD nel 1980.
L'album è prodotto da Giancarlo Bigazzi, mentre gli arrangiamenti sono curati da Celso Valli. I nove brani portano tutti la firma dell'interprete, affiancato da Bigazzi in sette canzoni, tre delle quali vedono la collaborazione di Rosario Bella, ed in tre da Antonio Bella, altro fratello dell'artista.
Dal disco viene tratto il singolo Dolce uragano/Fondersi.
Non è mai stato pubblicato su cd, download e streaming ufficiali.

## Tracce

### Lato A
1. Dolce uragano
2. Agatì
3. Sabato
4. Jesus Christ
5. Quando mi sposerò

### Lato B
1. Innamorarsi
2. Fondersi
3. Al ladro
4. Chi dorme più